# Паренхим
Паренхи́м (на старогръцки: παρέγχυμα – вътрешна плът) е основната клетъчна субстанция, изграждаща органите и системите на организма. Терминът има различни значения в различните науки:
- В медицината – съвкупност от основните функциониращи елементи на вътрешните органи, ограничена от съединителнотъканни прегради или капсула – например епителната тъкан на черен дроб, бъбреци или бял дроб.[1];
- В биологията – тъкан от вътрешността на многоклетъчните организми, съставена от приблизително еднакви неполяризирани клетки. Основните функции, които изпълнява е опорна, проводяща, отделителна и др.